# افسونگری ۳: بوسه مرگ
افسونگری ۳: بوسه مرگ (به انگلیسی: Witchcraft III: The Kiss of Death) یک فیلم ترسناک آمریکایی محصول سال ۱۹۹۱ به کارگردانی راشل فلدمن با بازی چارلز سولومون جونیور، دومینیک لوسیانا و نیکول لورن است. این سومین فیلم از مجموعه افسونگری است. این فیلم توسط استودیو تروما توزیع شد و توسط ویستا استریت اینترتینمنت تولید شد. پس از آن افسونگری ۴: قلب باکره در سال ۱۹۹۲ منتشر شد.

## داستان
ویلیام اسپنر (چارلز سولومون) اکنون یک بزرگسال است و به عنوان دستیار دادستان منطقه کار می‌کند و مصمم به داشتن یک زندگی عادی و از بین بردن میراث جادویی خود است. جدیدترین مشتری او روبن کارتر (احمد ریس)، یک نوجوان آفریقایی-آمریکایی است که متهم به تجاوز جنسی و قتل فرد مطلقه‌ای است که برای او کارهای عجیب و غریب انجام داده‌است. به گفته وکیل دادگستری، ویویان هیل (نیکول لورن)، ایالت یک پرونده باز و بسته دارد. اثر انگشت روبن در سرتاسر خانه مقتول است و پزشکی قانونی مدرکی دال بر رابطه جنسی روبن و زن مرده پیدا کرده‌است. دوست دختر اسپنر، شارلوت (لیزا توتمن) توسط مالک باشگاه شیطانی لوئیس (دومونیک لوسیانا)، که از قدرت شیطانی خود برای تبدیل زنان به برده خود استفاده می‌کند، اغوا می‌شود. کشیش جوندولار (ویلیام ال بیکر) یک جادوگر است و به اسپنر کمک می‌کند تا از قدرت‌هایش استفاده کند.

## انتشار فیلم
این فیلم در چندین سایت پخش با تأیید سن در دسترس است. به صورت دی‌وی‌دی نیز منتشر شده‌است.